# Larians-et-Munans
Larians-et-Munans település Franciaországban, Haute-Saône megyében. Lakosainak száma 280 fő (2022. január 1.). Larians-et-Munans Maussans, Cendrey, Flagey-Rigney, Ollans és Loulans-Verchamp községekkel határos.

## Népesség
A település népességének változása:
| Lakosok száma | 237  | 243  | 256  | 260  | 268  | 271  | 270  | 270  | 280  |
|               | 2013 | 2015 | 2016 | 2017 | 2018 | 2019 | 2020 | 2021 | 2022 |